# Municipio de Chery
El municipio de Chery (en inglés: Chery Township) es un municipio ubicado en el condado de Jerauld en el estado estadounidense de Dakota del Sur. En el año 2010 tenía una población de 47 habitantes y una densidad poblacional de 0,52 personas por km².

## Geografía
El municipio de Chery se encuentra ubicado en las coordenadas 44°8′14″N 98°37′12″O / 44.13722, -98.62000. Según la Oficina del Censo de los Estados Unidos, el municipio tiene una superficie total de 90.89 km², de la cual 90,27 km² corresponden a tierra firme y (0,69 %) 0,62 km² es agua.

## Demografía
Según el censo de 2010, había 47 personas residiendo en el municipio de Chery. La densidad de población era de 0,52 hab./km². De los 47 habitantes, el municipio de Chery estaba compuesto por el 100 % blancos. Del total de la población el 4,26 % eran hispanos o latinos de cualquier raza.